# Чого у лісі не буває (мультфільм)
«Чо́го у лісі не буває» — український анімаційний фільм 2006 року студії Укранімафільм, режисер — Михайло Яремко.

## Сюжет
До мультфільму входять три історії: "Заєць Хижак", "Закоханий Їжачок" і "Дятлів джаз". Про лісових мешканців і проблеми, з якими вони стикаються. Перша — про зайчика, якому лікар-сова намагався допомогти позбавитися від страху, переконавши його, що зайчик насправді хижак, тому його повинні всі боятися. Друга — про милого їжачка, який одного разу побачив рибку у ставку і закохався в неї без пам'яті. Але чи зможуть подолати почуття приналежність до різних стихій? Третя — про незвичайні музичні концерти звіряток.

## Над фільмом працювали
- Сценарій: Світлана Цвєленьєва (у титрах С. Цвєлєньєва);
- Режисер: Михайло Яремко;
- Художник-постановник: Генріх Уманський;
- Композитор: Олександр Спаринський;
- Звукорежисери: Є. Кель (у титрах К. Кель), Андрій Обод;
- Аніматори: Михайло Яремко, Ігор Ленго, Олексій Голованов;
- Художники: М. Базилевська, Г. Єлько;
- Комп'ютерна обробка: Віктор Радкевич;
- Актори: Лев Сомов, Ірина Мак, Тетяна Зіновенко, Анатолій Зіновенко;
- Асистент режисера: І. Єлько;
- Монтаж: Віктор Радкевич;
- Редактор: Світлана Куценко;
- Директор знімальної групи: В'ячеслав Кілінський.